# Ichirō Sugai
Ichirō Sugai (菅井 一郎?, Sugau Ichirō; Kyoto, 25 luglio 1907 – 11 agosto 1973) è stato un attore giapponese. È apparso in oltre 140 film tra il 1930 e il 1971, tra cui Lo spirito più elevato di Akira Kurosawa (1944) e La vita di O-Haru - Donna galante (1952) di Kenji Mizoguchi.

## Filmografia parziale
- Taki no shiraito, regia di Kenji Mizoguchi (1933)
- Sanshiro Sugata (Sugata Sanshirō), regia di Akira Kurosawa (1943)
- Lo spirito più elevato (Ichiban utsukushiku), regia di Akira Kurosawa (1944)
- Una meravigliosa domenica (Subarashiki nichiyobi), regia di Akira Kurosawa (1947)
- Il mio amore brucia (Waga koi wa moenu), regia di Kenji Mizoguchi (1949)
- Cane randagio (Nora inu), regia di Akira Kurosawa (1949)
- Aisai monogatari, regia di Kaneto Shindô (1951)
- Il tempo del raccolto del grano (Bakushū), regia di Yasujirō Ozu (1951)
- Nadare, regia di Kaneto Shindô (1952)
- La vita di O-Haru - Donna galante (Saikaku ichidai onna), regia di Kenji Mizoguchi (1952)
- Shukuzu, regia di Kaneto Shindô (1953)
- Onna no issho, regia di Kaneto Shindô (1953)
- L'intendente Sansho (Sanshō Dayū), regia di Kenji Mizoguchi (1954)
- Gli amanti crocifissi (Chikamatsu monogatari), regia di Kenji Mizoguchi (1954)
- Ôkami, regia di Kaneto Shindô (1955)
- Gin shinju, regia di Kaneto Shindô (1956)
- Ryûri no kishi, regia di Kaneto Shindô (1956)
- La chiave (Kagi), regia di Kon Ichikawa (1959)
- Attenzione! Arrivano i mostri (Daikaijû kettô: Gamera tai Barugon), regia di Shigeo Tanaka (1966)

## Doppiatori italiani
- Giorgio Capecchi in La vita di O-Haru - Donna galante
- Sergio Lucchetti in Lo spirito più elevato (doppiaggio tardivo)